# Rocket Raccoon
Rocket Raccoon — o Mapache Rocket en España— , es un personaje ficticio que aparece en los cómics estadounidenses publicados por Marvel Comics. Apareció por primera vez en Marvel Preview #7 (verano de 1976). Él es un mapache antropomórfico inteligente que es un tirador experto, especialista en armas y maestro táctico. Su nombre está basado en una canción de The Beatles llamado Rocky Raccoon, quien fue publicada en 1968. Rocket Raccoon apareció como miembro destacado en el relanzamiento de 2008 del equipo de superhéroes Guardianes de la Galaxia.
El personaje ha aparecido en varias adaptaciones de medios como miembro de ese equipo, incluidas series de televisión animadas, juguetes y videojuegos. Aparece en las películas de Marvel Cinematic Universe Guardianes de la Galaxia (2014), Guardianes de la Galaxia vol. 2 (2017), Avengers: Infinity War (2018), Avengers: Endgame (2019), Thor: Love and Thunder (2022), I Am Groot y The Guardians of the Galaxy Holiday Special (series de Disney+ 2022) y Guardianes de la Galaxia vol. 3 (2023). En estas apariciones, Bradley Cooper expresa la voz de Rocket Raccoon, y Sean Gunn proporciona la captura de movimiento.

## Historial de publicaciones
El personaje fue creado por Bill Mantlo y Keith Giffen, e inspirado en la canción de los Beatles "Rocky Raccoon". Otras referencias a la canción aparecieron en la aparición de Rocket en The Incredible Hulk # 271 (mayo de 1982), que se tituló "Ahora en algún lugar en los Agujeros Negros de Mayor Sirio, vivió un joven llamado Rocket Raccoon" y vio a Hulk ayuda a Rocket a detener a un villano que intenta robar "La Biblia de Gedeón", que en el Universo Marvel era un libro que contenía la suma de todos los conocimientos sobre la colonia de Loonies.
Rocket Raccoon apareció por primera vez en Marvel Preview # 7 (verano de 1976), en la función de respaldo "The Sword in the Star", bajo el nombre "Rocky". Luego aparecería en The Incredible Hulk # 271 (mayo de 1982), donde se supo que "Rocky" es la abreviatura de "Rocket". En 1985, recibió su propia serie limitada de cuatro temas y en un epílogo al primer número, el propio Mantlo afirmó que este era el mismo personaje visto en Preview, escrito por Mike Mignola y firmado por Al Gordon con Al Milgrom. Rocket apareció en Quasar # 15 en 1990 y más tarde apareció en tres números de Sensational She-Hulk en 1992 (# 44-46). El personaje solo apareció en un total de diez cómics en sus primeros treinta años de existencia.

## Historia del personaje
Rocket Raccoon actúa como el “Guardián del Cuadrante Keystone”, un área del espacio exterior sellado del resto del cosmos por el llamado “Muro Galaciano”. Rocket es capitán de la nave estelar Rack 'n' Ruin. Tanto él como su compañero Wal Russ (una morsa parlante) vienen del planeta Halfworld, en el cuadrante Keystone, una colonia abandonada para enfermos mentales donde las mascotas eran genéticamente manipuladas para darles inteligencia a nivel humano y capacidad de desplazarse en dos patas para desenvolverse como custodios de los internos. Rocket era el oficial jefe de seguridad que protegía a la colonia de distintas amenazas.
En un momento, Judson Jakes (un topo antropomorfo) intentó robar la Biblia de Halfworld, pero sus planes fueron frustrados por Raccoon y Hulk. Luego, Lord Dyvyne secuestró a Lylla, amiga de Rocket, y Jakes empezó la Guerra de Juguetes. Mientras la guerra continuaba, Blackjack O'Hare (un implacable mercenario con forma de conejo) hizo equipo con Rocket, quien finalmente pudo reunirse con Lylla. La Rack 'n' Ruin fue destruida, y Judson Jakes con Lord Dyvyne (una criatura tipo reptil) se unieron para matar a Rocket Raccoon. Rocket Raccoon y sus amigos curaron a todos los enfermos, y tanto Judson Jakes como Lord Dyvyne fueron aparentemente asesinados. Rocket, animales y robots dejaron Halfworld y se fueron al espacio en busca de sus propias aventuras. Un tiempo después, se reveló que Rocket había sido sujeto de pruebas en el planeta del Extraño, del cual escapó de su cautiverio allí.

### Guardianes de la Galaxia
Rocket Raccoon resurgió como un miembro del equipo elegido para acompañar a Star-Lord en su misión de detener una infiltración de Phalanx en el mundo natal Kree. Rocket se representa como un táctico militar dotado que es intrépido, leal y perspicaz. Está fuertemente implicado que tiene un caso de trastorno obsesivo-compulsivo. Los cohetes brand skates de Rocket están ausentes.
Rocket se une posteriormente a los nuevos Guardianes de la Galaxia a las órdenes de su amigo Star-Lord. Es él quien sugiere adoptar ese nombre luego de haber oído mencionarlo a Mayor Victory. Más tarde, cuando el equipo casi se disuelve y Peter Quill (Star-Lord) desaparece (enviado a la Zona Negativa por Ronan), Rocket mantiene vivo al equipo y trae a Groot como miembro, ya que se han convertido en amigos firmes. Rocket se hace cargo como líder hasta que rescaten a Peter y salven a la Tierra de una invasión alienígena. Cuando el equipo intenta detener la creciente Guerra de Reyes, Rocket lidera la parte del equipo asignado para establecer contacto con los Shi'ar. No pueden teletransportarse a la nave insignia del Emperador Vulcan y deben ser rescatados por los Starjammers y el viejo amigo de Rocket, Ch'od. Ellos son capaces de traer de vuelta a la legítima reina de los Shi'ar, pero ella es asesinada después de que Rocket parte, para su horror.
Después del desbande de los Guardianes, Rocket Raccoon toma un trabajo normal en Timely Inc. Él y Groot fueron reunidos y engañados para regresar a Halfworld: allí, descubrió que sus recuerdos del lugar eran en su mayoría verdades a medias y recuerdos falsos elaborados deliberadamente. En realidad, Jakes y Blackjack O'Hare habían trabajado con Rocket para proporcionar seguridad en Halfworld Asylum for the Criminally Insane; El doctor Dyvyne había sido el Jefe de Psicología allí; y tanto los animales antropomórficos como los payasos autómatas fueron creados deliberadamente para trabajar en el manicomio, ya que su apariencia calmaría a los reclusos. La crisis que Rocket medio recordaba había sido causada por el supervillano psíquico Star Thief ("Ladrón Estelar"), que había sido admitido como un recluso y utilizó sus poderes psíquicos para volver a los habitantes unos contra los otros. Rocket había convertido a los guardianes en una "llave" biológica para mantener al Ladrón Estelar encerrado, y deliberadamente alteró su mente y abandonó Halfworld para que nunca se abriera, pero el Ladrón lo engañó para que regresara, cuya mente había escapado al asilo después de que su cuerpo anfitrión muriera.
Cuando el título de Guardianes de la Galaxia fue relanzado en 2013, Rocket volvió a ser miembro del equipo.
En el primer número de Secret Wars, los Guardianes de la Galaxia participan en la incursión entre Tierra-616 y Tierra-1610, en la que los Hijos del Mañana matan a Rocket y Groot.

### All-New, All-Different Marvel
Como parte de la Maravilla All-New, All-Different, Rocket Raccoon toma el liderazgo de los Guardianes de la Galaxia, mientras que Star-Lord estaba ocupado manejando cosas en Spartax.

## Personajes secundarios
- Blackjack O'Hare - Una liebre antropomórfica que se ha enfrentado a Rocket Raccoon.
- Lylla - Una nutria antropomórfica. Lylla es la directora ejecutiva de la empresa de fabricación de juguetes más grande del universo, Mayhem Mekaniks en el planeta Halfworld. También es amiga y amante de Rocket Raccoon. Heredó la empresa después de que sus padres fueran asesinados por Judson Jakes, que quería el control de la empresa. La única forma de que Lylla obtuviera el control total era a través del matrimonio. Lylla pronto se vio amenazada no solo por Jakes, sino también por Lord Dyvyne, ya que ambos querían controlar su empresa de juguetes. Afortunadamente, Rocket Raccoon acudió en su ayuda y con la ayuda de sus amigos, WalRus y el tío Pyko derrotaron a ambas partes. Lylla viajó con Rocket después para comenzar una nueva vida juntos. Estos eventos se revelaron más tarde como falsos. Lylla, junto con el resto de los mediomundos, eran en realidad animales de servicio que cuidaban a los pacientes mentales en su planeta. Aparentemente, también estuvo casada con Blackjack O'Hare. No se la ha vuelto a ver desde entonces, y su matrimonio con Blackjack pareció reconfigurarse cuando él reapareció como un mercenario letal y enemigo de Rocket.
- Wal Rus - Una morsa antropomórfica. Wal Rus es un ingeniero que ayudó a Rocket Raccoon en su lucha en Toy Wars, en la que su sobrina, Lylla, fue el centro del conflicto. Sus colmillos metálicos eran intercambiables y podía usarse como herramientas o armas. Sus aventuras con Rocket se reconfiguraron más tarde cuando Rocket y Groot visitaron Halfworld y descubrieron que los semimundos eran en realidad animales de servicio para pacientes mentales. Wal Rus se desempeñó como uno de los guardias de seguridad que trabajaban para Rocket y una vez más tuvo que ayudar a su amigo cuando los poderes mentales de uno de los pacientes comenzaron a manifestarse después de años de espera. Esto fue retomado, una vez más y recientemente se le vio trabajando para Rocket y Groot en el rescate de la princesa Lynx y la lucha contra Blackjack O'Hare, su brigada y Lord Dyvyne.

## Poderes y habilidades
Rocket Raccoon posee los atributos normales de un mapache de la Tierra, incluido la velocidad (que además ha sido amplificada por su entrenamiento), y un agudo sentido del olfato, vista, oído y tacto. Las garras afiladas le permiten escalar paredes, edificios y árboles con facilidad. Es un piloto consumado de astronaves, un brillante ingeniero y técnico, y un tirador experto con las dos pistolas láser que lleva, además de tener afinidad por las armas pesadas. Es un maestro táctico y líder militar, atributos que lo ayudan a hacerse cargo de los Guardianes de la Galaxia cuando Star-Lord no está disponible.

## En otros medios

### Televisión
- Rocket Raccoon aparece en The Avengers: Earth's Mightiest Heroes junto con otros Guardianes en el episodio "Who is Michael Korvac?", con la voz de Greg Ellis.[28]
- También aparece en la serie animada Ultimate Spider-Man,[29][28] interpretado por Billy West (en los episodios "Guardianes de la Galaxia") y más tarde por Trevor Devall (para los episodios posteriores).
  - En la segunda temporada, Guardianes de la Galaxia, se le muestra como miembro de los Guardianes de la Galaxia y entrenador de Sam Alexander. Spider-Man y los guardianes salvan la Tierra de Korvac y el ejército Chitauri.
  - También sale en la tercera temporada, en el episodio El Regreso de los Guardianes de la Galaxia. Rocket Raccoon estaba con los Guardianes de la Galaxia cuando aterrizan en la Tierra para reparar su nave espacial en el momento en que Titus lleva a los Chitauri a obtener el casco Nova de Sam.
  - Aparece en la cuarta temporada, el episodio "Regreso al Univers-Araña, Pt. 2" cuenta con una versión pirata (también la voz de Trevor Devall) que vive en una realidad pirata. Él y una versión pirata de Cosmo el perro espacial asistido por Howard el pato en un motín contra el pirata Barba Web cuando reclamó el tesoro para sí mismo. Con la ayuda de Spider-Man y Chico Arácnido, los amotinados y Barba Web volvieron a estar juntos, incluso cuando se ayuda a Spider-Man y Chico Arácnido en la lucha contra el Kraken
- Aparece nuevamente en la serie de Avengers Assemble,[28][30] expresado inicialmente por Seth Green en "Guardianes y Caballeros del Espacio" y luego por Trevor Devall en "Widow Escapa".
  - En la primera temporada, episodio, Guardianes y Caballeros del Espacio, es obligado trabajar con Los Vengadores ya que ellos creen que Iron Man tiene un plan cuando trabaja como heraldo de Galactus.
  - En la segunda temporada, episodio, Widow Escapa, cuando él y los Guardianes son expuestos por las Gemas del Infinito y se enfrentan a los Vengadores, hasta que son teletransportados fuera de la Tierra y en Thanos Victorioso, los Guardianes apresan a Thanos hasta llevarlo a la justicia.
  - En la cuarta temporada, episodio, Tierra del Oeste, se encuentra con Groot perdido en Westland de Battleworld, hasta que cazan y atrapan a Visión al querer sus piezas, luego de que se topan con Jane Foster como la sheriff llamada "Calamity Jane Foster", al salvar a Visión, se unen en impedir que un robot gigante Kree destruyera el pueblo al ayudar a Hawkeye, Avispa, Doctor Strange y Loki. Luego al final de que Jane deja su placa como sheriff, Rocket la obtiene siendo el único sheriff y que Groot lo imita.
- Rocket Raccoon aparece en la nueva serie de Hulk and the Agents of S.M.A.S.H., donde Seth Green retoma el papel.[28][31]
  - En la primera temporada, el episodio Un Golpe Maravilloso, aparece para rescatar a los Hulks y su propio equipo del control mental del Coleccionista.
  - También sale en la segunda temporada, en el episodio, Guardianes de la Galaxia al enfrentarse a los Skrulls y en Planeta Monstruo, parte 2 estando con los Guardianes para ayudar a los Hulks y otros héroes para salvar la Tierra de Ronan el Acusador y la Inteligencia Suprema de los Kree.
- Trevor Devall retoma su papel en la serie Guardianes de la Galaxia.[32][33] En "Orígenes", se muestra que fue un mapache normal hasta ser mejorado por un grupo de robots en Halfworld y conoció a Groot. En "Somos Familia", Rocket se encuentra que toda vida animal, incluyendo a su familia, se han convertido al igual que una mayor como él. Su historia con Halfworld permanece intacta aquí.
- Rocket Raccoon aparece en el especial navideño de Marvel Super Hero Adventures: Frost Fight, expresado de nuevo por Trevor Devall. Para poder pagar el dinero para reparar su barco, Rocket Raccoon y Groot aceptan la recompensa para obtener a Santa Claus y terminan por encontrarse con la Sra. Claus.
- Rocket Raccoon aparece en los pantalones cortos Rocket y Groot, con la voz de Trevor Devall.
- Rocket Raccoon aparece en Lego Marvel Super Heroes - Guardians of the Galaxy: La amenaza de Thanos, expresada nuevamente por Trevor Devall.[34]

### Cine

#### Universo cinematográfico de Marvel
Rocket aparece en películas de acción real ambientadas en el Universo cinematográfico de Marvel, interpretado por Sean Gunn a través de la captura de movimiento y con la voz de Bradley Cooper. El nombre real de esta versión es 89P13, fue creado por el Alto Evolucionador y se muestra que tiene implantes cibernéticos dentro de su cuerpo. Además, solo se le conoce como "Cohete", ya que no sabe qué es un mapache y es un experto en tecnología.
- Una adaptación del personaje aparece en la película de acción en vivo de Marvel Studios, Guardianes de la Galaxia (2014). Es un ladrón muy inteligente y tiene como compañero a un árbol humanoide llamado Groot, él y su compañero buscan cazar a Star Lord ya que se ofreció una enorme recompensa por él, pero son capturados por los Nova Corps y llevados a una prisión especial, el Kyln. Ahí comienzan a relacionarse con otros prisioneros entre los cuales también se encuentran Gamora y Drax el Destructor, cuando se dan cuenta de que Ronan el Acusador obtuvo una Gema del Infinito, deciden unir fuerzas con Star-Lord para detenerlo y salvar la galaxia.
- En la secuela, Guardianes de la Galaxia vol. 2 (2017),[36] Rocket roba las baterías anulax de un monstruo interdimensional, el Abilisk, al enfrentarse los otros Guardianes y al escapar de los Soberanos, se estrellan en un planeta cercano, donde conocen al padre de Quill, Ego. Mientras Rocket y Bebé Groot permanecen detrás para reparar la nave y cuidar de Nebula. Es capturado por Yondu Udonta, luego de ser encarcelado también por un Ravanger traidor, Taserface, hasta ser liberados por Bebé Groot y Kraglin, y destruyendo la nave con su tripulación. Al reunirse con los Guardianes, ordena a Bebé Groot en colocar bombas en el cerebro de Ego para destruirlo. Luego al final, él y los Guardianes celebran un funeral para Yondu, quién dio su vida para salvar a Quill.
- En Avengers: Infinity War (2018),[37] Rocket se une a Groot y Thor para ayudar a forjar la nueva arma de Thor, Stormbreaker. Además, Rocket Raccoon ayuda a darle a Thor un ojo protésico para reemplazar el que perdió en su pelea con Hela. Más tarde se une a los otros Vengadores y Groot en la Tierra en la batalla de Wakanda. Después de que Thanos destruya la mitad del universo, Rocket es el único Guardián que queda con vida en la Tierra junto con Nebula que sobrevive en Titán. Una humorada que corre a lo largo de la película es que Thor se refiere a Rocket como "conejo".
- El personaje regresa en la película Avengers: Endgame (2019).[38] 3 semanas después de que Thanos se puso el guante, Rocket vive con los Vengadores sobrevivientes en el cuartel general de los Vengadores. Después de que la Capitana Marvel rescata a Tony y Nebula y los lleva a la sede, Rocket y los demás la acompañan para ir al planeta que Thanos vive con la esperanza de usar las gemas para traer a todos de vuelta. Después de que descubren que Thanos ha destruido las gemas, Thor lo decapita. 5 años más tarde, Rocket se unió a los Vengadores y ha estado trabajando junto a Nebula y ayudando a los necesitados mientras informaba a Natasha. Después de que Tony y Scott encuentran la manera de viajar en el tiempo, Rocket se une a ellos y regresa con Thor a Asgard en 2013. Mientras está allí, Rocket obtiene la gema de la realidad de Jane Foster y los dos regresan al presente. Rocket ayuda a Tony y Bruce a hacer un guante y colocar las gemas en él. Bruce se pone el guante y chasquea, devolviendo a todos los héroes caídos. El Thanos de 2014 aparece en la actualidad y comienza a atacar el cuartel general de los Vengadores en el que Rocket se queda atascado entre los escombros, pero es rescatado por Rhodes. Rocket luego se une a los Vengadores en su batalla final contra Thanos y su ejército. Tony usa las gemas infinitas para desintegrar a Thanos y su ejército, pero muere en el proceso. Rocket asiste al funeral de Tony, junto con el resto de los Guardianes de la Galaxia (excepto Gamora), y dejan la Tierra poco después.
- En Thor: Love and Thunder (2022), Rocket viaja con los Guardianes y ayudando a Thor en varias aventuras, hasta verlo a él y Korg irse en una misión en marcha para localizar a Sif.
- En un especial de Disney+, The Guardians of the Galaxy Holiday Special (2022), Rocket y los Guardianes han comprado Knowhere y se volvió amigo de Cosmo el perro espacial al estar con el equipo. Al reconstruirlo, Rocket participa en la celebración navideña y Nebula le da el brazo de Barnes como regalo (al desear tenerlo en los sucesos de Avengers: Infinity War).
- En la película Guardianes de la Galaxia vol. 3 (2023), después de terminar la reconstrucción de Knowhere, Rocket queda gravemente herido por Adam Warlock, un ser con superpoderes creado por su "madre" Ayesha, quién aún desea venganza (tras los sucesos de Guardianes de la Galaxia vol. 2). Los Guardianes, con la ayuda de los Devastadores y una Gamora renuente, se infiltran en Orgosphere y recuperan el archivo de Rocket, hasta ser descubiertos y escapan. En Contra-Tierra, Warlock llega en busca de Rocket y lucha contra Gamora, quien logra escapar con Rocket en la nave de los Guardianes después de que la Contra-Tierra es destruida. Rocket al tener una experiencia cercana a la muerte, se encuentra con sus antiguos amigos de la infancia, Lylla, Teefs y Floor, quienes fueron asesinados por el Alto Evolucionador hace años, le dicen que aún no ha llegado su momento, y es revivido por Quill, quién logra salvarlo. Rocket decide enfrentar su pasado, y descubre una camada de mapaches bebés y otros animales sujetos a prueba (que provienen de la Tierra), hasta ser atacado por un Alto Evolucionador trastornado mientras intentaba liberarlos antes de ser rescatado por los Guardianes. Después de la derrota del Alto Evolucionador, los Guardianes, deciden disolverse al regresar a Knowhere y Quill otorga la capitanía de los Guardianes a Rocket antes de partir hacia la Tierra, quien lidera una nueva alineación de Guardianes: Rocket, Groot, Cosmo, Kraglin, Warlock, Phyla y Blurp.

#### Animación
- Rocket Raccoon aparece en un breve cameo en la película de 2018 Walt Disney Animation Studios, Ralph Breaks the Internet. Se le puede ver brevemente hablando con Judy Hoops, personaje de Zootopia, cuando Vanellope Von Schweetz está siendo perseguida por los soldados de la Primera Orden Stormtroopers de la franquicia Star Wars.[39]

### Videojuegos
- Rocket Raccoon es un personaje jugable en el MMORPG Marvel Super Hero Squad Online; él está en la caja de cohetes.[40]
- Rocket Raccoon es un personaje jugable en el videojuego crossover Ultimate Marvel vs. Capcom 3,[41] con la voz de Greg Ellis en un acento de Cockney.[42][43]
- Rocket Raccoon es un personaje jugable en el MMORPG Marvel Heroes,[44] con la voz de Steven Blum.[45]
- Rocket Raccoon es un personaje jugable en el videojuego Lego Marvel Super Heroes,[46] con la voz de John DiMaggio.[45]
- Rocket Raccoon es un personaje jugable en el juego de Facebook Marvel: Avengers Alliance.
- Rocket Raccoon es un personaje jugable en Disney Infinity: Marvel Super Heroes,[47] con la voz de Nolan North.[48] También aparece en Disney Infinity 3.0.
- Rocket Raccoon es un personaje jugable en el videojuego Marvel Contest of Champions.
- Rocket Raccoon es un personaje jugable en el videojuego Marvel Future Fight.
- Rocket y Groot aparecen como un personaje combinado en Marvel Puzzle Quest.
- Rocket Raccoon aparece en Guardians of the Galaxy: The Telltale Series, con la voz de Nolan North.[49]
- Rocket Raccoon aparece como un personaje jugable en Marvel vs. Capcom: Infinite, con Trevor Devall retomando su papel.[50] Es ayudado por Groot durante el juego.
- Rocket Raccoon es un personaje jugable en Lego Marvel Super Heroes 2, con la voz de Mikey O'Connor.[51]
- Rocket Raccoon es un personaje jugable en Marvel Powers United VR, con Trevor Devall retomando su papel.[45]
- Rocket Raccoon aparece en Marvel's Guardians of the Galaxy.[52] Esta versión es un soldado modificado genéticamente creado por los Kree.
- Rocket Racoon es un personaje jugable (estratega) en Marvel rivals.